# Conchotingis
Conchotingis is een geslacht van wantsen uit de familie van de Tingidae (Netwantsen). Het geslacht werd voor het eerst wetenschappelijk beschreven door Carl John Drake in 1954.

## Soorten
Het genus bevat de volgende soorten:

- Conchotingis borneoana Drake & Ruhoff, 1961
- Conchotingis insulana (Drake, 1958)
- Conchotingis longa Duarte Rodrigues, 1992
- Conchotingis longirostris Duarte Rodrigues, 1992
- Conchotingis malgassica Duarte Rodrigues, 1992
- Conchotingis olsoufieffi Duarte Rodrigues, 1992
- Conchotingis sundra (Drake, 1958)
- Conchotingis trepidantis (Drake, 1927)